# Laura Kasischke
Laura Kasischke (Grand Rapids, Míchigan, 1961) es una escritora estadounidense.

### Novelas
- 1996 : Suspicious River.[1]
- 1999 : White Bird in a Blizzard, ISBN 9780786863662.[1]
- 2002 : The Life Before Her Eyes.[1]
- 2007 : Be Mine.[1]
- 2008 : Feathered.[1]
- 2009 : Boy Heaven.[1]
- 2009 : In a Perfect World.[1]
- 2010 : Eden Springs.[1]
- 2011 : The Raising.[1]
- 2013 : Mind of winter.[1]

### Poesía
- 1991 : Wild Brides.[1]
- 1995 : Housekeeping in a Dream.[1]
- 1998 : Fire & Flower.[1]
- 2002 : What It Wasn't.[1]
- 2002 : Dance and Disappear.[1]
- 2004 : Gardening in the Dark.[1]
- 2011 : Space, in Chains.[1]
- 2012 : Lilies Without.[1]